# Кулешов, Иван Захарович
Иван Захарович Кулешов (30 марта 1922, Андреево, Смоленская губерния — 19 июня 1964, Баку) — полковник Советской Армии, участник Великой Отечественной войны, Герой Советского Союза (1943).

## Биография
Иван Кулешов родился 30 марта 1922 года в деревне Андреево (ныне — Демидовский район Смоленской области). После окончания семи классов школы и курсов учителей в Вязьме работал учителем в средней школе. В 1940 году был призван на службу в Рабоче-крестьянскую Красную Армию, в 1941 году окончил военно-политические курсы. С февраля 1942 года — на фронтах Великой Отечественной войны.
К октябрю 1943 года капитан Иван Кулешов временно исполнял обязанности командира стрелкового батальона 120-го стрелкового полка 69-й стрелковой дивизии 65-й армии Центрального фронта. Отличился во время битвы за Днепр. 15 октября 1943 года батальон Кулешова переправился через Днепр в районе посёлка Лоев Лоевского района Гомельской области Белорусской ССР и принял активное участие в боях за захват и удержание плацдарма на его западном берегу. Противник предпринял против батальона несколько контратак, но все они были успешно отражены. В тех боях батальон уничтожил около 300 солдат и офицеров противника, взял ещё несколько в плен, захватил 20 пулемётов.
Указом Президиума Верховного Совета СССР от 30 октября 1943 года за «образцовое выполнение боевых заданий командования на фронте борьбы с немецкими захватчиками и проявленные при этом мужество и героизм» капитан Иван Кулешов был удостоен высокого звания Героя Советского Союза с вручением ордена Ленина и медали «Золотая Звезда» за номером 1582.
После окончания войны Кулешов продолжил службу в Советской Армии. В 1947 году окончил Военную академию имени Фрунзе. С 1958 года проживал в Баку, был старшим преподавателем тактики в Бакинском высшем общевойсковом командном училище. Скоропостижно скончался 19 июня 1964 года.
Был также награждён орденом Отечественной войны 2-й степени и двумя орденами Красной Звезды, рядом медалей.